# واینفلیت آل سینتس
latitudeواینفلیت آل سینتسlongitudeواینفلیت آل سینتس
واینفلیت آل سینتس (به انگلیسی: Wainfleet, Lincolnshire) یک شهرک در بریتانیا است که در میدلند شرقی واقع شده‌است.

## خصوصیات
واینفلیت آل سینتس ۱٬۹۶۴ نفر جمعیت دارد.